# Иофон (из Афин)
Иофон (Иофонт) Афинский (др.-греч. Ἰοφῶν) — греческий трагик конца V века до н. э., законный сын трагика Софокла и Никостраты. 
Иофон написал около 50 трагедий, из которых сохранились лишь немногие отрывки. Он получил второй приз в состязании трагиков в 428 до н. э., когда Еврипид был первым, а Ион – третьим. Очевидно, он был жив в 405 до н.э. – это дата создания «Лягушек» Аристофана, в которых о нем говорится, как о единственном хорошем афинском трагике. Впрочем, комедиограф говорит, что Иофон многим обязан помощи своего отца. 
Ряд античных авторов сообщает, что Иофон обвинил своего престарелого отца перед судом фратрии в неспособности вести дела, чтобы тем самым получить попечительство над его состоянием. На это Софокл ответил чтением хора из «Эдипа в Колоне» — трагедии, над которой он в тот момент работал. Красота стихов восхитила судей и доказала, что поэт находится в здравом уме. Дело чуть было не дошло до суда над самим Иофоном.
Среди драм Иофона Суда называет: «Ахиллес», «Телеф», «Актеон», «Разрушение Трои» и «Вакханки».